# 隋青
隋青（？—），女，蒙古族，中华人民共和国政治人物。

## 生平
曾任全国政协民族和宗教委员会副主任（至2024年6月）。第十三、十四届全国政协委员。现任中共辽宁省委常委、统战部部长，省政协党组副书记。